# 莫倫西 (亞利桑那州)
莫倫西（英語：Morenci）是位於美國亞利桑那州格林利縣的一個人口普查指定地區。根據2010年美國人口普查，該地人口為1489人，而該地的面積約為2.55平方千米。

## 地理
莫倫西的座標為33°02′59″N 109°19′40″W / 33.04972°N 109.32778°W，而該地最高點為海拔高度1447米（即4747英尺）。